# The Devil We Know – Das unsichtbare Gift
The Devil We Know – Das unsichtbare Gift ist ein investigativer Dokumentarfilm der Regisseurin Stephanie Soechtig aus dem Jahr 2018. Er handelt von der Freisetzung gesundheitsschädlicher Chemikalien bei der Herstellung von Teflon sowie der Verantwortung der DuPont Corporation dafür.
Im Mittelpunkt der Geschichte steht Parkersburg in West Virginia, wo Teflon hergestellt wurde und Arbeiter sowie die Bevölkerung den Perfluoroctansäure (PFOA oder C8) sowie anderen per- und polyfluorierten Alkylverbindungen (PFAS) ausgesetzt waren. Der Film zeigt öffentliche Anhörungen, Nachrichtenberichte und Unternehmensanzeigen sowie Beiträge von Wissenschaftlern und Aktivisten.
Der Film wurde beim Sundance Film Festival 2018 uraufgeführt. Die Regisseurin, Stephanie Soechtig, hatte zuvor Dokumentarfilme zu ähnlichen Themen produziert, darunter Tapped (Abgefüllt, 2009) über die Verschmutzung durch abgefülltes Wasser, Fed Up (2014) über die adipositasfördernde Lebensmittelindustrie und Under the Gun (2016) über die Waffenlobby.
Der Dokumentarfilm behandelt denselben Fall wie der Spielfilm Vergiftete Wahrheit (Originaltitel: Dark Waters).